# 노키아 루미아 520
노키아 루미아 520 (Nokia Lumia 520)은 보급형 수준의 스마트폰으로 노키아 2013모바일 월드 콩그레스에서 발표했다. 루미아 520의 운영체제는 윈도우 폰 8으로 구동된다.
2013년 9월. 루미아 520은 윈도우 폰, PC 또는 태블릿의 다른 어떤 모델 보다 더 많은 판매를 한 마이크로소프트 윈도우 기기가 되었다.

## 기기
루미아 520은 4인치의 고감도 터치 스크린을 장착하였다. 화면을 보는 각도에 따라 달라지는 것은 다른 루미아 라인에 비해 감소한다. 루미아 520의 화면은 520보다 더 비싼 루미아 620, 루미아 720 등의 480 x 800 의 해상도와 같은 화면을 쓰고 있다. 터치 스크린은 장갑 또는 손톱으로 터치를 할 수 있게 설계되었다.
전면에는 디스플레이가 배치되어 있고 아래쪽에 백 버튼 , 윈도우 홈 버튼, 검색 버튼이 있다. 루미아 520에는 전면카메라가 없다. 뒤쪽에는 오토포커스를 지원하는 5MP 카메라가 있고, 뒤쪽 중간에 노키아 로고, 아래쪽에 스피커가 위치 하고 있다. 기기 좌측에는 아무것도 없고, 우측에는 볼륨버튼, 전원 버튼, 반셔터를 지원 하는 카메라키가 자리해 있다. 기기 위쪽에는 3.5mm 이어폰 잭이 위치해 있고, 아래쪽엔 마이크로 USB2.0 포트가 있다. 루미아 520의 저장소 8GB중 약 3GB의 용량이 OS가 이용하는 용량이다. 루미아 520의 배터리 1300mAh 보다 용량이 많은 루미아 620 보다 가볍다. 그러나 더 크고 넓은 화면을 위해 생산비용을 줄였다.그 결과 전면 카메라, NFC,카메라플래시등등 많은 것을 뺐다.

### 노키아 루미아 525
노키아 루미아 525는 거의 같은 사양과 외관으로 520의 후속작으로 출시 했다. 루미아 525는 조금 사양을 요구하는 게임을 호환하고, RAM을 512MB에서 1GB으로 2배 늘렷다. 검정,흰색 오렌지색, 노란색으로 제공이 된다.
루미아525는 12월 14일 싱가포르에서 첫 모습을 보이고, 그 다음해인 1월 인도에서 시판을 시작했다.

## 소프트웨어
루미아 520은 마이크로소프트의 윈도우 폰 8을 운영체제로 사용하고 있다. 그리고 노키아에서 제공하는 노키아 믹스 라디오 같은 독점 소프트웨어와 지도 애플리케이션등 여러가지를 제공 받을 수 있다.
2013년 루미아520의 펌웨어가 수정과 개선을 하고, 2013년 중반에 마이크로소프트 윈도우 8.1로 마이너 업그레이드가 되었다.

## 국가별 출시 제품
중국
 모델명=RM-913
통신사=차이나 모바일
2G=Quad band GSM/EDGE (850/900/1800/1900 MHz)
3G=TD-SCDMA 1900/2000 MHz

국제버전
모델명=RM-914
통신사= 해당없음
2G=Quad band GSM/EDGE (850/900/1800/1900 MHz)
3G=900/2100 MHz

미국
모델명=RM-917
통신사=T-Mobile US/MetroPCS
2G=Quad band GSM/EDGE (850/900/1800/1900 MHz)
3G=850/AWS/1900

### 네트워크 속도
HSPA+(일명 3.5G)=21 Mbit/s

## 같이 보기
- 마이크로소프트 루미아
- 마이크로소프트 루미아 550